# مرحب بن أبي زينب
مرحب بن أبي زينب أو مرحب بن الحارث ويُسمى في بعض المراجع التاريخية الإسلامية مرحب اليهودي، كان ملك خيبر  وأحد أشهر فرسان يهود خيبر، وصاحب حصن مرحب المنيع أحد أقوى القلاع اليهودية في خيبر. كان قائدًا من قادة اليهود في غزوة خيبر سنة 7 هـ.

## صفته
كان فارساً وشاعراً طويل القامة ويعد من الشجعان ويلقب بسيد اليهود كثير المال وكان يسكن في قصر في نطاة، وقد نقش على سيفه عبارة «هذا سيف مرحب من يذقه يعطب»

## نسبه
ذكر الحافظ ابن حجر في ترجمة زينب بنت الحارث وهي أخت مرحب وقيل ابنة اخيه بأنها إسرائيلية النسب وعلى هذا يكون مرحب من بني إسرائيل، في حين ذهب ابن هشام إلى أن مرحب من حمير.

## مقتله
أظهر مرحب قوة عظيمة في قتاله للمسلمين وصال صولة عظيمة في غزوة خيبر حتى قال فيه الدياربكري ((ولم يقدر أحد من أهل الإسلام أن يقاومه في الحرب))، وروي أن مرضعة مرحب وفي رواية أخرى أمه كانت كاهنة وقد تنبأت بأن قاتل مرحب رجل يتكنى ويرتجز بأسماء الأسد، فقد أورد المقريزي ((فكانت أم مرحب كاهنة، فقالت: يا مرحب لا تبرز في الحرب إلى رجل يكتنى ويرتجز بحيدرة، فإنه قاتلك)) وروي بأن مرحباً قد رأى في المنام يوم مقتله بأن أسداً يفترسه، فقد أورد الحلبي ((فإن مرحبا كان رأى في تلك الليلة في المنام أن أسدا افترسه)) وذكر المقريزي كذلك بعد مقتل مرحب ((قال الأنصاري: فرأيت أم مرحب وهي تندبه وهو بين يديها))، وقد اختلفت الروايات في شأن هوية قاتله والمشهور أن علياً قاتله وهو المختار عند الإمام مسلم وابن الأثير وابن عبد البر وابن حجر العسقلاني وابن الوردي ومحمد رضا وأبي الحسن الندوي، في حين قال البعض بأن محمد بن مسلمة هو قاتله وهو اختيار ابن إسحاق وموسى بن عقبة

### رواية قتل مرحب في صحيح مسلم.
اخرج مسلم في صحيحه برقم : ( 3599 ) حديث سلمة بن الأكوع حيث قال؛ ( قَدِمْنَا الحُدَيْبِيَةَ مع رَسولِ اللهِ صَلَّى اللَّهُ عليه وَسَلَّمَ ...) حتى إذا قال ( ثُمَّ أَرْسَلَنِي إلى عَلِيٍّ وَهو أَرْمَدُ، فَقالَ: لأُعْطِيَنَّ الرَّايَةَ رَجُلًا يُحِبُّ اللَّهَ وَرَسولَهُ، أَوْ يُحِبُّهُ اللَّهُ وَرَسولُهُ، قالَ: فأتَيْتُ عَلِيًّا، فَجِئْتُ به أَقُودُهُ وَهو أَرْمَدُ، حتَّى أَتَيْتُ به رَسولَ اللهِ صَلَّى اللَّهُ عليه وَسَلَّمَ، فَبَسَقَ في عَيْنَيْهِ فَبَرَأَ وَأَعْطَاهُ الرَّايَةَ، وَخَرَجَ مَرْحَبٌ، فَقالَ:قَدْ عَلِمَتْ خَيْبَرُ أَنِّي مَرْحَبُ... شَاكِي السِّلَاحِ بَطَلٌ مُجَرَّبُ.إِذَا الحُرُوبُ أَقْبَلَتْ تَلَهَّبُ، فَقالَ عَلِيٌّ:أَنَا الذي سَمَّتْنِي أُمِّي حَيْدَرَهْ... كَلَيْثِ غَابَاتٍ كَرِيهِ المَنْظَرَهْ.أُوفيهِمُ بالصَّاعِ كَيْلَ السَّنْدَرَهْ، قالَ: فَضَرَبَ رَأْسَ مَرْحَبٍ فَقَتَلَهُ، ثُمَّ كانَ الفَتْحُ علَى يَدَيْهِ.)..

### الرواية الثانية
قال ابن إسحاق: «ولما افتتح رسول الله صلى الله عليه وسلم من حصونهم ما افتتح، وحاز من الأموال ما حاز، انتهوا إلى حصنيهم الوطيح والسلالم، وكان آخر حصون أهل خيبر افتتاحاً، فحاصرهم رسول الله صلى الله عليه وسلم بضع عشرة ليلة». وقال: خرج مرحب اليهودي من حصنهم، قد جمع سلاحه، يرتجز وهو يقول:
وهو يقول: من يبارز، فأجابه كعب بن مالك فقال :
قال ابن إسحاق: «فحدثني عبدالله بن سهل، عن جابر بن عبدالله الأنصاري قال: فقال رسول الله صلى الله عليه وسلم من لهذا، قال محمد بن مسلمة: أنا له يا رسول الله، أنا والله الموتور الثائر، قتل أخي بالأمس، فقال: فقم إليه، اللهم أعنه عليه. فلما دنا أحدهما من صاحبه، دخلت بينهما شجرة عمرية من شجر العشر، فجعل أحدهما يلوذ بها من صاحبه، كلما لاذ بها منه اقتطع صاحبه بسيفه ما دونه منها، حتى برز كل واحد منها لصاحبه، وصارت بينهما كالرجل القائم، ما فيها فنن، ثم حمل مرحب على محمد بن مسلمة فضربه، فاتقاه بالدرقة، فوقع سيفه فيها، فعضت به فأمسكته، وضربه محمد بن مسلمة حتى قتله».